# Рейнська демілітаризована зона

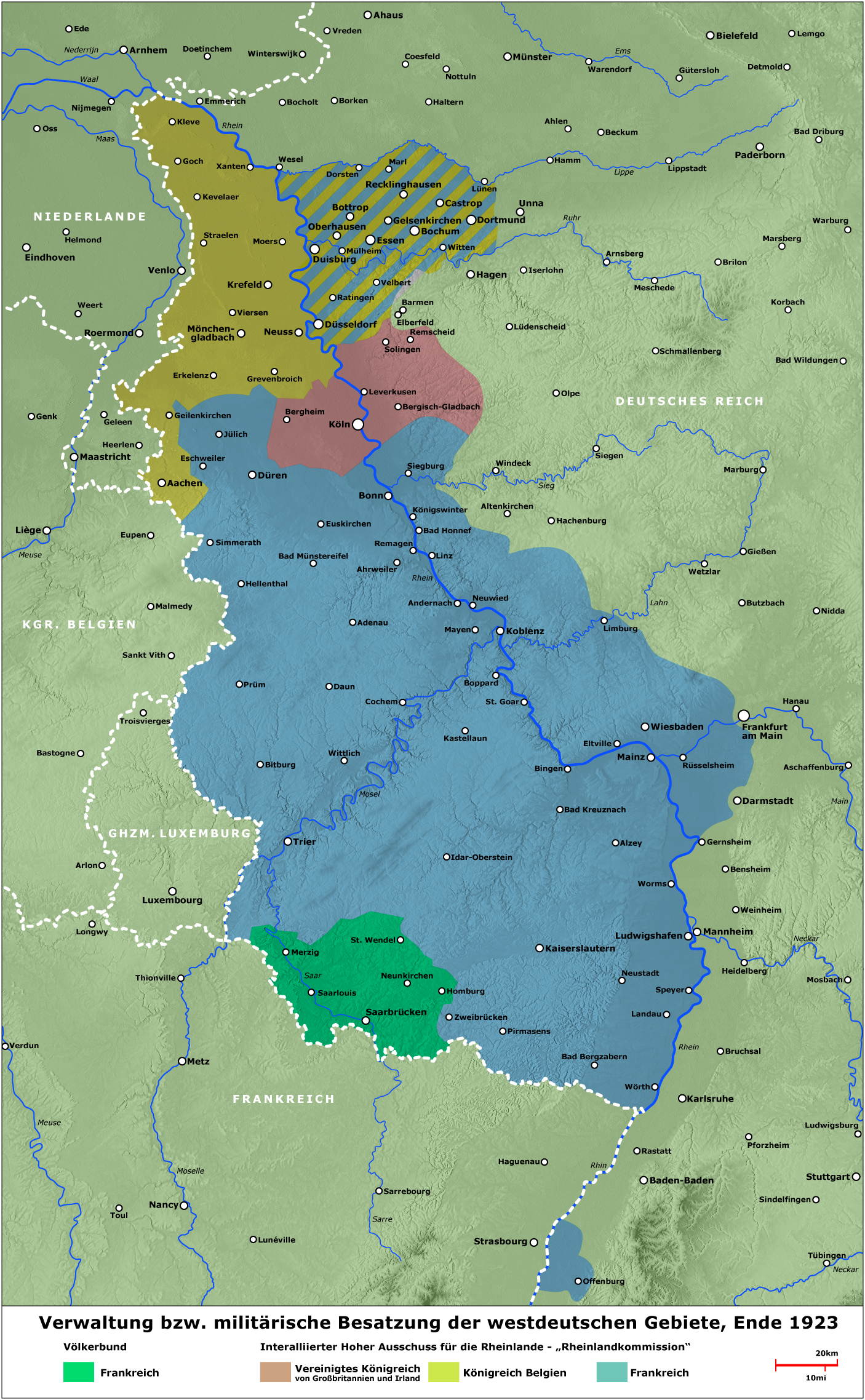
Рейнська демілітаризована зона у 1923 році

Ре́йнська демілітаризо́вана зо́на  — територія Німеччини на лівому березі Рейну і смуга на його правому березі шириною в 50 км, встановлена Версальським мирним договором в 1919 році з метою ускладнити напад Німеччини на Французьку республіку. У цій зоні Німеччині заборонялося розміщувати війська, зводити військові укріплення, проводити маневри тощо.
Протягом першої половини 20-х років XX ст. війська Антанти неодноразово вторгалися на територію Рейнської демілітаризованої зони у відповідь на ті чи інші зовнішньополітичні дії Німеччини. З цього приводу найвідомішим є Рурський конфлікт 1923—1925 рр. — тривала окупація Рура франко-бельгійськими військами, що супроводжувалися спробами від'єднати Рейнську область від Німеччини за допомогою місцевих сепаратистів (що проголосили 21 жовтня 1923 р. в Ахені «незалежну Рейнську республіку»). Німецькі громадяни вдавалися до «пасивного спротиву» окупантам, влаштовуючи страйки та інші акції протесту.
Конфлікт було урегульовано внаслідок ухвалення Локарнського договору, що обумовили гарантії непорушності кордонів європейських держав, що склалися після Першої світової війни, перш за все франко-німецького кордону. До середини 1930 року Німеччині вдалося досягти кінцевого виводу іноземних військ з усієї своєї території.
Після приходу до влади в Німеччині в 1933 році Адольфа Гітлера його урядом було взято курс на ліквідацію Рейнської демілітаризованої зони. 7 березня 1936 року послам Французької республіки, Великої Британії, Королівства Італія і Бельгії в Берліні було вручено Меморандум німецького уряду з повідомленням про розторгнення Німеччиною Локарнської угоди 1925 р. В той же день німецькі війська вступили на територію демілітаризованої зони. Рада Ліги Націй засудила Третій Рейх за порушення нею міжнародних зобов'язань, однак реакції зі сторони «великих європейських держав» не прозвучало. Прем'єр-міністр Великої Британії Стенлі Болдвін заявив, що вступ німецьких військ у Рейнську область «не несе загрози військового конфлікту», що фактично означало визнання ліквідації Рейнської демілітаризованої зони.
У результаті цих подій зона де-факто припинила своє існування.